# Jakow Jakowlewitsch Etinger
Jakow Jakowlewitsch Etinger (russisch Яков Яковлевич Этингер; * 12. August 1929 in Minsk; † 4. August 2014 in Sankt Petersburg) war ein sowjetischer bzw. russischer Wirtschaftswissenschaftler und Historiker.

## Leben
Etinger wurde als Jakow Lasarewitsch Siterman geboren. Seine Eltern starben im Holocaust. Er wurde von dem Mediziner Jakow Giljarijewitsch Etinger, einem berühmten Kardiologen, der später der sogenannten Ärzteverschwörung zum Opfer fiel, adoptiert und nannte sich dementsprechend um.
Er begann ein Studium an der Historischen Fakultät der Moskauer Universität. 1950 wurden er und sein Adoptivvater wegen kritischer Äußerungen („verleumderischer Erfindungen“) über Stalin und Beria verhaftet. Nachdem der Adoptivvater im Gefängnis gestorben war, wurde Jakow J. Etinger am 17. Mai 1951 zu zehn Jahren Arbeitslager verurteilt. 1954 wurde er freigelassen und rehabilitiert. Nach Beendigung des Studiums arbeitete er am Institut für Weltwirtschaft und internationale Beziehungen der Akademie der Wissenschaften der UdSSR.
Nach 1989 nahm er an der Gründung der Menschenrechtsorganisation „Memorial“ teil.